# Groupama–FDJ Continental Team
Groupama–FDJ Continental Team (UCI kód: CGF) je francouzský cyklistický UCI Continental tým, jenž vznikl v roce 2019. Tým slouží jako rozvojový tým UCI WorldTeamu Groupama–FDJ a zaměřuje se na závodníky mladší 23 let.
Z týmu pravidelně odchází jezdci do profesionálního týmu Groupama–FDJ, jako například Jake Stewart, Lewis Askey, Kevin Geniets, Clément Davy či Lars van den Berg. Po sezóně 2022 do hlavního týmu odešlo celkem 7 závodníků.

## Soupiska týmu
K 1. lednu 2023
- Ben Askey (GBR) (* 14. března 2004)
- Ronan Augé (FRA) (* 29. dubna 2004)
- Lewis Bower (NZL) (* 14. října 2004)
- Trym Brennsæter (NOR) (* 26. května 2003)
- Dylan George (AUS) (* 28. května 2003)
- Joshua Golliker (GBR) (* 23. března 2004)
- Thibaud Gruel (FRA) (* 1. května 2004)
- Noah Hobbs (GBR) (* 23. července 2004)
- Eddy Le Huitouze (FRA) (* 3. dubna 2003)
- Brieuc Rolland (FRA) (* 13. srpna 2003)
- Colin Savioz (FRA) (* 11. června 2004)
- Jens Verbrugghe (BEL) (* 23. září 2004)

## Vítězství na národních šampionátech
2020
 Švýcarská časovka do 23 let, Alexandre Balmer
2021
 Estonský silniční závod do 23 let, Rait Ärm
2022
 Novozélandský silniční závod do 23 let, Laurence Pithie
 Francouzská časovka do 23 let, Eddy Le Huitouze
 Italský silniční závod do 23 let, Lorenzo Germani
 Britský silniční závod do 23 let, Samuel Watson